# Lifetime (canción de Three Days Grace)
«Lifetime» -en español: «Toda la vida»- es una canción grabada por la banda de rock canadiense Three Days Grace para su séptimo álbum de estudio Explosions. Fue lanzado el 11 de abril de 2022 como el segundo sencillo.

## Significado de la canción
La banda explicó el mensaje detrás de "Lifetime":

"Lifetime" trata de la pérdida de la vida. También habla de la condición humana para seguir adelante y poner un pie delante del otro, incluso cuando te despiertas y tu mundo está al revés. Para verlo todo con nuestros propios ojos y conocer a algunos de las familias, aunque a veces fue abrumador, también fue un recordatorio para nosotros y, con suerte, para todos ustedes de que, si bien hay sufrimiento, también hay esperanza, resiliencia y fortaleza en cada rincón del mundo".

El guitarrista Barry Stock vivía en el área cuando azotó el tornado. La banda también les hizo saber a los fanáticos cómo pueden donar a una campaña GoFundMe de alivio del tornado de Mayfield, así como fondos que pueden ayudar a los estudiantes del Distrito Escolar Independiente de Mayfield. La banda también está donando $ 1 de cada boleto vendido en su gira por los Estados Unidos a estas organizaciones también.

## Video musical
El video musical de "Lifetime" fue dirigido por Jon Vulpine. Filmada en Mayfield, Kentucky, la canción estaba dedicada a las personas afectadas por un tornado EF4 que azotó la ciudad en diciembre de 2021. El video muestra al cantante principal Matt Walst caminando por las calles de la ciudad, donde se cortaron árboles, se demolieron casas y muy poco. quedó en pie. Algunos clips muestran el resultado con el refugio de rescate local lleno de animales que también fueron desplazados después del tornado.

## Créditos
Three Days Grace
- Matt Walst - Voz líder, guitarra rítmica
- Barry Stock - Guitarra líder
- Brad Walst - Bajo
- Neil Sanderson - Batería